# Hibernian FC
Hibernian este un club de fotbal din Edinburgh, Scoția, care evoluează în Scottish Premiership.
Numele clubului vine de la cuvântul latin Hibernia care înseamnă Irlanda. A fost fondat în anul 1875, de către locuitori ai cartierului Cowgate din Edinburgh, sub numele Hibernians FC.
A câștigat primul trofeu în anul 1887 când a cucerit Cupa Scoției. În 1891, clubul a dispărut, dar a fost reînființat în anul următor sub numele Hibernian FC. În ciuda întreruperii activității, performanțele înregistrate de Hibernians sunt preluate de către Hibernian care este considerată continuatoarea istorică a clubului inițial. În 1902, câștigă din nou Cupa Scoției, iar în anul următor devine în premieră campioană a țării. Urmează o perioadă de declin cu retrogradări în anii 1930.
După Al Doilea Război Mondial, echipa devine una dintre cele mai puternice din Marea Britanie. Câștigă titlul de campioană în 1948, 1951 și 1952, iar în 1950 încheie pe locul 2, la un singur punct în urma campioanei Rangers FC, pentru ca în 1953 să fie la egalitate cu Rangers, campioana țării, diferența fiind făcută la golaveraj.
În 1955, deși a încheiat pe locul 5 în campionat, este invitată să participe la nou înființata Cupa Campionilor Europeni, fiind astfel prima echipă britanică participantă în competiție. Trece în primele două tururi de Rot-Weiss Essen și Djurgårdens IF și ajunge în semifinale unde este eliminată de Stade de Reims.
Marea rivală pentru Hibernian este celălalt club mare din Edinburgh, Heart of Midlothian. Derbiul reprezintă una dintre cele mai vechi rivalități din fotbalul mondial. Prima întâlnire a avut loc de Crăciunul anului 1875, Hearts câștigând cu 1-0. Pentru că între cele două cluburi există și o rivalitate religioasă, duelul este asemuit cu Old Firm, derbiul dintre Rangers și Celtic FC.
1. ↑  BBC Sport